# 准加诺
准加诺（義大利語：Giungano），是意大利萨莱诺省的一个市镇。总面积11平方公里，人口1254人，人口密度114.0人/平方公里（2009年）。ISTAT代码为065058。